# Kwas bromowy
Kwas bromowy, HBrO3 – nieorganiczny związek chemiczny z grupy tlenowych kwasów bromu, w którym atom bromu znajduje się na V stopniu utlenienia.
Można otrzymać go np. w reakcji bromianu baru z kwasem siarkowym:
Ba(BrO3)2 + H2SO4 → 2HBrO3 + BaSO4↓
Kwas bromowy znany jest tylko w roztworach wodnych o maksymalnym stężeniu 50%, powyżej którego rozkłada się do bromu, tlenu i wody. Rozkłada się także w kontakcie z powietrzem. Ma silne właściwości utleniające, np. utlenia SO2 do H2SO4. 
Z obliczeń teoretycznych wynika, że może występować w postaci kilku izomerów: H–O–O–O–Br, H–O–O–Br=O, H–O–BrO2 oraz tetraedryczny H–BrO3. Najtrwalszy z nich jest konwencjonalny H–O–BrO2.
Jego sole, bromiany, znajdują zastosowanie jako utleniacze.